# Сарсембаев, Марат Алдангорович
Марат Алдангорович Сарсембаев (род. 15 декабря 1947, п. Экпенды, Талдыкорганская область, Казахская ССР) — член Центральной избирательной комиссии Республики Казахстан. Доктор юридических наук, профессор. С 30-го сентября 2011 по 31 декабря 2012 года был членом Комитета ООН по правам человека.

## Биография
Pодился 15 декабря 1947 в селе Экпенды Андреевского (ныне — Алакольского) района Талды-Курганской (ныне Алматинской) области Казахской ССР (ныне — Республики Казахстан).
В 1965 году окончил Андреевскую русскую среднюю школу № 1 (ныне — село Кабанбай).
В 1969 году окончил факультет английского языка Алматинского института иностранных языков.
В 1973 году также с отличием окончил юридический факультет Казахского государственного университета имени С. М. Кирова.
Докторскую диссертацию на тему «Вопросы международного права в истории Казахстана и Средней Азии (с XV века по настоящее время)» он успешно защитил в секторе международного права Института государства и права Российской Академии наук в 1994 году в г. Москве (Российская Федерация) по специальности 12.00.10 — международное право.
Кандидатскую диссертацию на тему «Суверенитет и международная правосубъектность союзных республик (критика буржуазных концепций на примере Казахской ССР)» он также успешно защитил в Московском государственном институте международных отношений МИД СССР (ныне — Российской Федерации) в 1978 году по специальности 12.00.10 — международное право.
В истории Казахстана М. А. Сарсембаев является первым и пока[когда?] единственным доктором юридических наук, профессором в области международного права. Под его непосредственным научным руководством кандидатами юридических наук по международному праву стали более 20 человек и магистрами международного права — более 10 человек.

## Научные труды
Имеет свыше 440 научных трудов на казахском, русском, английском, дари, иврите, корейском, немецком, польском, румынском, турецком, французском, японском языках по казахстанскому, зарубежному и международному праву, по вопросам внутренней и внешней политики, опубликованных в Казахстане, Российской Федерации, Австрии, Афганистане, Великобритании, Германии, Израиле, Польше, Румынии, США, Турции, Японии.
В числе трудов 14 монографий, учебников и учебных пособий, среди которых можно выделить следующие:
- Содействуя миру и дружбе. Алма-Ата: Казахстан, 1984. — 68 стр.;
- Афганистан и международное право (на языке дари). — Кабул: Кабульский университет, 1987. — 218 стр.;
- Международное право в истории Казахстана и Средней Азии. — Алма-Ата: Ана тілi, 1991. — 152 стр.;
- Международно-правовые отношения государств Центральной Азии. — Алматы: Гылым, 1995. — 368 стр.;
- Международное право. — Алматы: Жеты жаргы, 1996. — 448 стр.(на русском языке), в 1999 году опубликовано в Анкаре (Турция) на турецком языке;
- Международное частное право (ответственный редактор и соавтор). — Алматы: Гылым, 1996. — 282 стр., в 1999 году было опубликовано в Анкаре на турецком языке;
- Таможенное право. — Алматы: Гылым, 1997. — 228 стр.;
- Перспективы внешнеэкономической деятельности: право и международный опыт. — Алматы: Гылым, 1998. — 310 стр.;
- Дипломатическое и консульское право. — Алматы: Данекер,1999. — 298 стр.; Отношения России (СССР) и Казахстана с Афганистаном. — Алматы: Данекер, 2002. — 212 стр.;
- Международное космическое право и Республика Казахстан. — Алматы: ЕНУ имени Л. Гумилева, Данекер, 2003. — 182 стр.
- Международное право. — Алматы: Жеты жаргы, 1996. — 448 стр.(на русском языке), в 1999 году опубликовано в Анкаре (Турция) на турецком языке; в 2009 году на русском языке — в соавторстве с К. М. Сарсембаевым и другие.

## Общественно-практическая деятельность
Сарсембаев М. А. принимал участие в 138 заседаниях диссертационных советов по защите кандидатских и докторских диссертаций при юридическом факультете и факультете международных отношений Казахского национального университета имени аль-Фараби, при Институте экономики Национальной Академии наук Республики Казахстан, при Университете имени Д. А. Кунаева и Институте международного права «Данекер», затем Карагандинском государственном университете, при Ташкентском государственном юридическом институте Министерства юстиции Республики Узбекистан, при юридическом факультете Университета дружбы народов (Российская Федерация); при юридическом факультете МГУ имени М. В. Ломоносова, при юридическом факультете Парижского университета-12 (составная часть Сорбонского университета, Франция) в качестве члена диссертационных советов, научного руководителя, члена экспертных комиссий, оппонента, неофициального оппонента по разным научным отраслям казахстанской юриспруденции, международному праву, мировой экономике, международным отношениям.
Принимал участие в формулировании, редактировании, инициировании, экспертировании, совершенствовании более 80 законопроектов, проектов кодексов, в том числе Таможенного, Налогового, Трудового кодексов по линии Парламента, Центральной избирательной комиссии, Конституционного Совета и ряда министерств и ведомств Республики Казахстан, и действующих законов Республики Казахстан по вопросам внешней политики и внутренних проблем страны. Участвовал в формулировании, обсуждении, дебатировании более 50 текстов международных договоров в формате двусторонних соглашений Казахстана с иностранными государствами, региональных соглашений в рамках ЕврАзЭС, неоднократного совершенствования норм многосторонних конвенций по международному гуманитарному праву в Женеве (Швейцария).
Участвовал примерно в 50 международных, межгосударственных переговорах, примерно в 50 международных встречах. С профессиональными целями преимущественно в рамках теории и практики международного права, а также казахстанского и международного избирательного права и процесса был в 19 зарубежных государствах, в целом ряде из них — по несколько раз.
Внес существенный вклад в становление и развитие частного высшего образования в Казахстане в качестве Президента Ассоциации учреждений образования республики с 1996 по 2001 годы, в том числе юридического и международно-правового.
Выступал с докладами на республиканских и международных научно-практических конференциях и симпозиумах: в Евразийском национальном университете имени Л. Гумилева, Казахском национальном университете имени аль-Фараби, Кабульском университете, университете Хофстра (близ Нью-Йорка), МГУ имени М. В. Ломоносова, МГИМО, Институте международного права «Данекер», КазГЮУ (Казахский гуманитарно-юридический университет), Центральной избирательной комиссии Республики Казахстан, по линии ООН, ОБСЕ и других международных организаций — всего принял участие в работе 125 конференций, в том числе — 70 отечественных научных, научно-практических конференций и 55 зарубежных и международных научных конференций, симпозиумов.
Читал лекции в МГИМО в 1977 году, университете г. Ренна (Франция) в 1980 году, университете Вилланова (США) в 1994 году, университете Индиана (США) в 1997 году, Кабульском университете (Афганистан) в 1985—1987 годах — всего в 16 университетах, из них в 10 отечественных и 6 зарубежных.
Является лауреатом ряда международных научных премий и победителем ряда международных научных конкурсов, в том числе научного конкурса престижной правительственной программы США имени У. Фулбрайта, в связи с чем находился в 1997 году в США в течение 10 месяцев, разрабатывая научную проблему собственности в казахстанском, американском и международном праве. Лауреат международной премии Фонда «Сорос-Казахстан»: премия присуждена ему за вузовский учебник «Международное право», признанный лучшим из 120 текстов учебников, присланных на республиканский конкурс 1995 года, проведенный при содействии Министерства образования и науки Республики Казахстан.
Является членом Совета по правовой политике при Президенте Республики Казахстан, членом Исполкома Российской Ассоциации международного права.
Свободно владеет казахским, русским и английским языками.
Значительная часть сознательной жизни М. А. Сарсембаева была отдана научно-педагогической деятельности: в Казахском национальном университете имени аль-Фараби он проработал с 1973 года по 2000 год (был деканом юридического факультета, заведующим кафедрой международного права), был ректором Института международного права и международного бизнеса «Данекер». Был директором Юридического института Евразийского национального университета имени Л. Н. Гумилева; являясь профессором этого же университета, читал курсы: «Проблемы международного публичного права», «Европейское право», «Инвестиционное право», а также полный курс международного публичного права на английском языке для студентов международно-правовой специальности. Являясь профессором Казахского гуманитарно-юридического университета, читал курсы по международному праву и по правовым проблемам международной миграции.
Работал заведующим отделом международных отношений Центральной избирательной комиссии Республики Казахстан в г. Астане; ныне — член Центральной избирательной комиссии Республики Казахстан в статусе политического государственного служащего.
Отстаивая интересы Республики Казахстан в вопросах избирательного процесса, в составе казахстанской делегации неоднократно совместно со своими коллегами принимал участие в полемике с представителями ОБСЕ в Варшаве, а также в Астане. Объединенные усилия всего государственного аппарата Республики Казахстан, в том числе Центризбиркома, привели к тому, что теперь в этой организации считают, что Казахстан является примером для всего сообщества ОБСЕ как страна, в которой реально проводятся демократические преобразования; теперь это — страна, которая стала в 2010 году Председателем ОБСЕ.
М. А. Сарсембаев был и является членом редколлегий «Московского журнала международного права», «Казахстанского журнала международного права», «Вестника Евразийского национального университета имени Л. Н. Гумилева», «Вестника Университета имени Д. А. Кунаева».
У М. А. Сарсембаева два брата Талгат и Кайрат и две сестры Жамал и Камал. Он и его супруга Умсынкуль имеют 3-х взрослых сыновей Каната, Тимура и Данияра.

## Награды, почётные звания
За свою трудовую деятельность удостоен более 60 разнообразных поощрений.
- Почетный гражданин города Хьюстон (США)
- Почетный гражданин города Эль-Пасо (США)
- Медаль «Ерен енбегі үшін» (За трудовое отличие)
- Юбилейная медаль «10 лет независимости Республики Казахстан»
- Юбилейная медаль «10 лет Конституции Республики Казахстан»
- Юбилейная медаль «Астана»
- Медаль «За вклад в создание Евразийского экономического союза» III степени (8 мая 2015 года, Высший совет Евразийского экономического союза)[3]